# Bilderbergmötet 2014

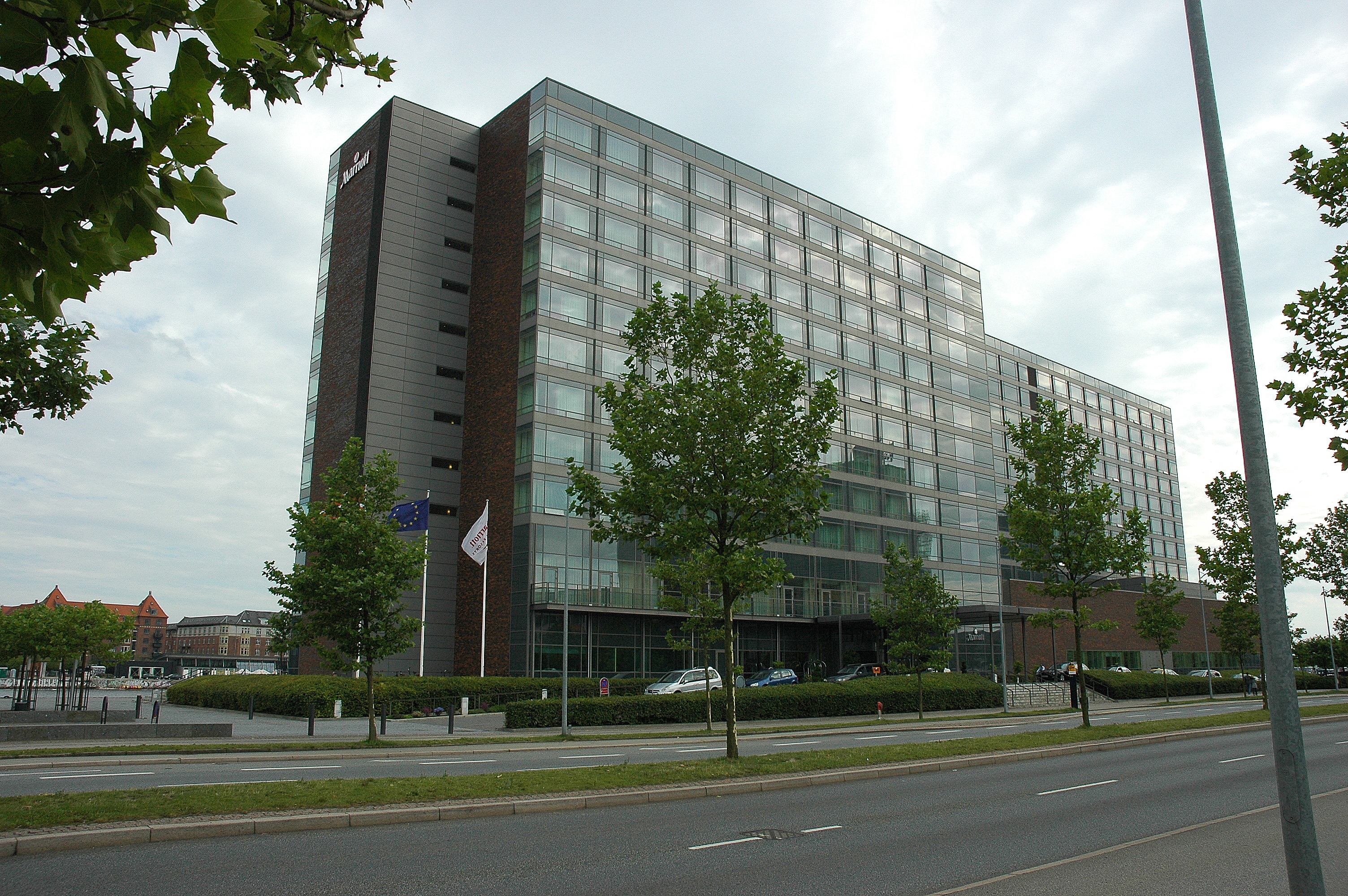
Hotell Marriott i Köpenhamn

Bilderbergmötet 2014 var det 62:a officiella mötet med Bilderberggruppen. Mötet ägde rum från 29 maj till 1 juni 2014 på Hotell Marriott i Köpenhamn, Danmark. På dagordningen stod bland annat diskussioner om ekonomi, aktuell politik och ny teknologi. Mötet har hållits varje år sedan 1954. Arrangörer, deltagare och etablerad nyhetsmedia förnekade länge att mötet existerade, men har på 2000-talet rapporterat om att det äger rum. På mötets första dag blev flera journalister arresterade när de försökte intervjua några av arrangörerna som de upptäckte i en bar.

## Dagordning
Ett av Bilderbergmötets kännetecken är att dagordningen är relativt obunden och föränderlig. Ett officiellt pressmeddelande listade ändå ett antal ämnen inför 2014 års konferens:
- Är den ekonomiska återhämtningen hållbar?
- Vem ska betala för demografin?
- Finns privatliv?
- Hur speciellt är förhållandet i underrättelseutbytet?
- Stora skiften inom teknologi och arbete
- Demokratins framtid och medelklassfällan
- Kinas politiska och ekonomiska utsikter
- Mellanösterns nya arkitektur
- Ukraina
- Vad händer härnäst för Europa?
- Aktuella händelser

## Deltagare
Den officiella gästlistan bestod av 136 personer, i huvudsak från Europa och Nordamerika, från finansbolag, näringsliv, mediebolag, politik och underrättelsetjänster. Deltagare från Sverige var utrikesminister Carl Bildt, Saab AB:s VD Håkan Buskhe, Svenska Dagbladets politiska chefredaktör Tove Lifvendahl, BP:s och Volvos styrelseordförande Carl-Henric Svanberg, Investors ordförande Jacob Wallenberg och Skandinaviska Enskilda Bankens styrelseordförande Marcus Wallenberg. På mötet rådde Chatham house rules, ett regelsystem för konferenser som innebär att deltagarna är fria att använda den information de delges på mötet, men inte får berätta vem de fick den från.